# Edraianthus hercegovinus
Edraianthus hercegovinus är en klockväxtart som beskrevs av Karl Franz Josef Malý. Edraianthus hercegovinus ingår i släktet Edraianthus och familjen klockväxter. Inga underarter finns listade i Catalogue of Life.